# Axel Villanueva
Axel Mathias Villanueva Sandoval (sinh ngày 10 tháng 8 năm 1989) là một cầu thủ bóng đá người Nicaragua thi đấu ở vị trí tiền vệ cho Deportivo Walter Ferretti ở Primera División de Nicaragua.

## Sự nghiệp câu lạc bộ
Villanueva khởi đầu sự nghiệp cùng với Walter Ferretti. Anh gia nhập đội bóng Panama Tauro mùa giải Clausura 2014 và ký hợp đồng 1 năm mặc dù Ferreti chỉ muốn một hợp đồng cho mượn.

## Sự nghiệp quốc tế
Villanueva có màn ra mắt cho Nicaragua vào tháng 9 năm 2010 trong trận giao hữu trước Guatemala và tính đến tháng 1 năm 2014, có tổng cộng 15 lần ra sân, ghi 2 bàn thắng. Anh từng đại diện quốc gia trong 2 trận đấu tại Vòng loại giải vô địch bóng đá thế giới và thi đấu tại 2011 và Cúp bóng đá Trung Mỹ 2013.

### Bàn thắng quốc tế
Tỉ số và kết quả liệt kê bàn thắng của Honduras trước.
| N. | Ngày                | Địa điểm                                                  | Đối thủ     | Tỉ số | Kết quả | Giải đấu |
| -- | ------------------- | --------------------------------------------------------- | ----------- | ----- | ------- | -------- |
| 1. | 26 tháng 2 năm 2012 | Sân vận động Quốc gia Dennis Martínez, Managua, Nicaragua | Puerto Rico | 2–1   | 4–1     | Giao hữu |
| 2. | 26 tháng 2 năm 2012 | Sân vận động Quốc gia Dennis Martínez, Managua, Nicaragua | Puerto Rico | 3–1   | 4–1     | Giao hữu |